# Abondance (kaas)
De Abondance is een kaas afkomstig uit de vallei van de Abondance, de Chablaisvallei, ten zuiden van het Meer van Genève. Hij is een van de 44 Franse kazen die het roodgele Europese  AOP-keurmerk, dat sinds januari 2012 het AOC-label vervangt, mag voeren.

## Productie en smaak
De Abondance wordt het hele jaar door geproduceerd, maar de kenner geeft de voorkeur aan de 's zomers bereide kaas, de koeien zijn dan in de wei en de speciale smaak van de kruiden van de alpenweide geeft de kaas in die tijd een extra fijne smaak.
Na het inzamelen van de melk wordt de melk aangezuurd met stremsel. De wrongel wordt gesneden en verwarmd. Met een kaasdoek wordt vervolgens de wrongel gescheiden van de wei. Eenmaal in de (cilindrische) vormen wordt de overgebleven wei er onder druk uit geperst. Na het vormen (48 uur) wordt de kaas gezouten, handmatig met zout of in een pekelbad. De rijping duurt vervolgens minimaal 90 dagen en maximaal 10 maanden, in een goed geventileerde, gekoelde ruimte (12 C), met een hoge vochtigheidsgraad (95%).
De beste periode voor de Abondance AOP is juli tot november met een optimale rijping van 4 tot 6 maanden.
De Abondance heeft een fijne smaak met tonen van hazelnoot en een licht bittertje.

## AOC en AOP
De Abondance is een AOC-kaas, de melk mag dus alleen komen van de koeien uit de regio, van de rassen Abondance, Tarine en Montbéliard. Het AOC-keurmerk is nog vrij jong, pas in 1990 toegekend, maar de kaas zelf wordt al eeuwen op dezelfde wijze bereid. De Abondance kan zowel als boerenkaas op de boerderij gemaakt worden, als in de kaasfabriek. Controle op de naleving van de AOC-regels is in handen van het Syndicat Interprofessionnel Du Fromage "Abondance".
Sinds 1996 is Abondance ook erkend als beschermde oorsprongsbenaming (Frans: Appellation d'Origine Protégée of AOP; dit staat aangegeven op alle verpakkingen).